# Chactas granulosus
Espèce
Chactas granulosus est une espèce de scorpions de la famille des Chactidae.

## Distribution
Cette espèce est endémique de l'État de La Guaira au Venezuela. Elle se rencontre vers Galipán à 1 100 m d'altitude.

## Description
Le mâle holotype mesure 37,75 mm et la femelle paratype 52,41 mm.

## Publication originale
- González-Sponga, 2007 : Biodiversidad en Venezuela. Aracnidos. Descripcion de una nueva especie del genero Tityus Koch, 1836 (Buthidae) y tres del genero Chactas Gervais, 1844 (Chactidae). Escorpiones de los alrededores del Distrito Metropolitano, Caracas. Acta Biologica Venezuelica (Caracas), vol. 27, no 1, p. 7-24 (texte intégral).